# Національний парк Дзосін'ецукоґен
Національний парк Дзосін'ецукоґен (яп. 上信越高原国立公園, Jōshin'etsu-kōgen Kokuritsu Kōen) — це національний парк у регіоні Тюбу на головному острові Хонсю, Японія, утворений навколо кількох діючих і сплячих вулканів. Він охоплює гірські райони префектур Ґумма, Наґано та Ніїґата. Назва відноситься до двох гірських хребтів, які складають парк. Він був розділений на дві окремі області: Південна Ніїгата/Північне Нагано та Східне Нагано.

## Історія
Національний парк Дзосін'ецукоґен був створений у 1949 році та значно розширений у 1956 році, щоб включити гірський регіон Міоко-Тоґакусі. Останній був відокремлений як національний парк Міко-Тоґакусі Рендзан 27 березня 2015 року з 39,772 га.

## Етимологія
Назва парку складається з двох елементів. Перший, «Дзосін'ецу», — це акронім кандзі, що складається з трьох символів, які представляють колишні назви провінцій цієї області: провінція Кодзуке (яп. 上野国) у сучасній префектурі Ґумма, Провінція Сінано (яп. 信濃国) у сучасній префектура Наґано та провінція Етіґо (яп. 越後国) у сучасній префектурі Ніїґата. Друге, «коген», означає нагір'я або плато.

## Південно-західний район гірського хребта Мікуні
Південно-західний район гірського хребта Мікуні (яп. 三国山脈南西部, Mikuni Sanmyaku Nanseibu) включає гору Танігава (1 963 метри (6 440 футів)) і два діючі вулкани — гору Кусацу-Сіране (2 162 метри (7 093 футів)) і гору Асаму (2 542 метри (8 340 футів)). Гора Асама є найактивнішим вулканом на Хонсю.

## Відпочинок

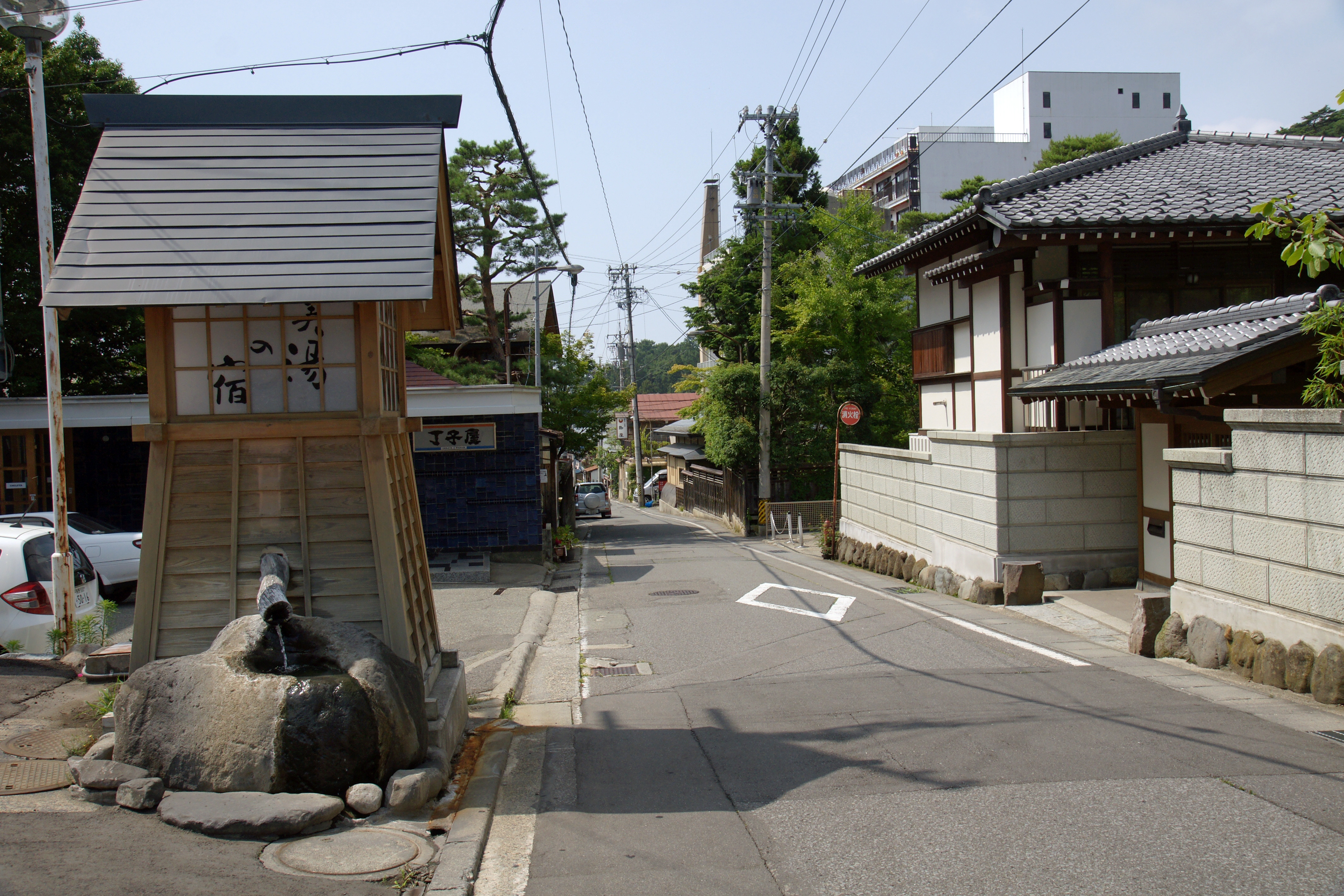
Онсен, Юданака, префектура Нагано

Національний парк Дзосін'ецукоґен є популярним туристичним місцем для катання на лижах, альпінізму, піших прогулянок і курортів онсен із гарячими джерелами. Східна область містить популярні гірськолижні райони Суґадайра та Шіґа Коґен. Шосе Сіґа-Кусацу-Коґен Рідж перетинає цю ділянку парку, з'єднуючи гарячі джерела Яманоуті, включаючи онсени Юданака, на півночі з курортним містом Каруїдзава, префектура Нагано, на півдні.
До Каруїдзави можна дістатися з Токіо через JR East Нагано Сінкансен.